# Janet Jackson (álbum)
Janet Jackson es al autotitulado álbum debut de la cantante estadounidense Janet Jackson, lanzado el 21 de septiembre de 1982 por A&M Records. La carrera artística de Jackson fue establecida por su padre y mánager Joe Jackson, quien arregló su contrato discográfico con A&M Records. Tres sencillos del álbum tuvieron poco impacto en las listas Billboard Hot 100, entre ellos "Young Love", "Come Give Your Love to Me" y "Say You Do". Aunque estos sencillos alcanzaron el éxito en las listas de R&B, Jackson interpretó "Young Love" y "Say You Do" en los programas de televisión estadounidenses American Bandstand y Soul Train en 1982. La portada del álbum, en la que aparece el cuerpo de Jackson sumergido en el agua, está basada en una foto de Elizabeth Taylor. El álbum ha vendido 300.000 copias en todo el mundo.
El contenido musical del álbum incluye bubblegum pop mezclado con elementos de post-disco y funk. Los compositores Angela Winbush y René Moore contribuyeron con muchas de las letras del álbum. Moore y Winbush compartieron los créditos de producción con Foster Sylvers, Jerry Weaver y Bobby Watson. Janet Jackson debutó en el número 6 en la lista de álbumes R&B/Hip-Hop de Billboard, y su sencillo "Young Love" llegó al número 6 en la lista de sencillos R&B/Hip-Hop.

## Antecedentes

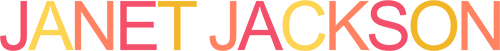
Logotipo del álbum

Antes de su contrato discográfico con A&M Records, Janet Jackson era más conocida como actriz de televisión, más que nada gracias a sus personajes de Penny en la serie Good Times y de Charlene en Diff'rent Strokes. Janet no quería que ningún miembro de su familia participara en la realización del álbum. Quería que ese fuera su propio proyecto, juzgado por sus propios méritos. Para promocionarlo, cantó parte del tema "The Magic Is Working" en la sitcom Diff'rent Strokes. La foto de la tapa de Janet fue tomada en la pileta de natación del hogar de la familia Jackson.

## Recepción
Stephen Thomas Erlewine de "Allmusic" le dio 2 de 5 estrellas, diciendo: "En su álbum debut de su mismo nombre, Janet Jackson no demuestra una distintiva personalidad musical propia. Si sus productores hubieran confeccionado una lista más nítida de canciones y ritmos más interesantes, Janet Jackson podría haber sido un placentero repertorio de soleado dance-pop, pero tal como está, sólo "Young Love" se destaca entre los tambores sub-disco comunes y corrientes y las ñoñas baladas.".
El "Baltimore Afro-American" le dio una crítica positiva, diciendo que "las ocho canciones presentan simplemente la serena voz de una persona dinámica".

## Listado de canciones
| Standard/Vinilo/CD/Cassette/Descarga MP3 |                                        |                                   |                                              |          |  |
| N.º                                      | Título                                 | Escritor(es)                      | Productor(es)                                | Duración |  |
| 1.                                       | «Say You Do»                           | René Moore, Angela Winbush        | Bobby Watson, Moore, Winbush                 | 6:48     |  |
| 2.                                       | «You'll Never Find (A Love Like Mine)» | Moore, Winbush                    | Bobby Watson, Moore, Winbush                 | 4:09     |  |
| 3.                                       | «Young Love»                           | Moore, Winbush                    | Bobby Watson, Moore, Winbush                 | 4:56     |  |
| 4.                                       | «Love and My Best Friend»              | Moore, Winbush                    | Bobby Watson, Moore, Winbush                 | 4:47     |  |
| 5.                                       | «Don't Mess Up This Good Thing»        | Foster Sylvers, Jerry Weaver      | Wardell Potts, Jr., Barry Sarna, Dana Meyers | 3:53     |  |
| 6.                                       | «Forever Yours»                        | Phillip Ingram, Attala Zane Giles | Weaver, C. Sylvers                           | 4:57     |  |
| 7.                                       | «The Magic Is Working»                 | Dorie Pride, Gene Dozier          | Weaver, F. Sylvers                           | 4:09     |  |
| 8.                                       | «Come Give Your Love to Me»            | Glen Barbee, Charmaine Sylvers    | F. Sylvers, Weaver                           | 5:03     |  |

## Posicionamiento en listas
| Ranking (1982)                                    | Mejor posición |
| ------------------------------------------------- | -------------- |
| Nueva Zelanda (New Zealand Albums Chart)          | 44             |
| Sudáfrica (South African Albums Chart)            | 98             |
| Estados Unidos (Billboard 200)                    | 63             |
| Estados Unidos (Billboard Top R&B/Hip-Hop Albums) | 6              |

## Créditos
| - Chuck Beeson – dirección artística - Bob Brown – ingeniería - Paulinho Da Costa – percusión - Gene Dozier – arreglos de bocinas y cuerdas - Kirk Ferraioli – ingeniería auxiliar - André Fischer – tambores - Stuart Furusho – ingeniería y asistencia de mezclas - Joey Gallo – sintetizadores - Humberto Gatica – mezcla - Marlo Henderson – guitarra - Howard Hewett – voces de fondo - Jerry Hey – arreglos de bocinas - Phillip Ingram – máquina de cuerdas - Janet Jackson – voz principal y de fondo - Fred Jenkins – guitarra acústica - Jerry Knight – voces de fondo - Harry Langdon – fotografía - Nyya Lark – inegeniería auxiliar - Jeff Lorber – sintetizadores - Tony Maiden – guitarra - Peggy McCreary – asistencia de mezclas - Michael McGloiry – guitarra - Dana Meyers – voces de fondo y arreglos vocales - Greg Moore – guitarra | - René Moore – teclado, voces de fondo, palmas, producción, arreglos rítmicos y bajo - Taavi Mote – ingeniería - Wardell Potts, Jr. – arreglos rítmicos - Ambrose Price – palmas - Lynn Robb – diseño - Barry Sarna – sintetizadores - John Stronach – ingeniería - Edmund Sylvers – percusión - Foster Sylvers – sintetizadores, bajo, tambores, producción y arreglos rítmicos - Leon F. Sylvers III – arreglos rítmicos - Patricia Sylvers – sintetizadores y voces de fondo - Steve Thume – ingeniería - Wally Traugott – dirección - John VanNest – ingeniería y asistencia de mezclas - Trevor Veitch – contratación - Gerald Vinci – dirección de concierto - Jerry Weaver – producción y arreglos rítmicos - Melvin Webb – percusión - Mike West – guitarra - Angela Winbush – teclado, voces de fondo, producción y arreglos rítmicos - Benjamin Wright – arreglos de cuerdas |  |